# Halsband

Garnityr, halsband från Hallwylska museets samlingar.

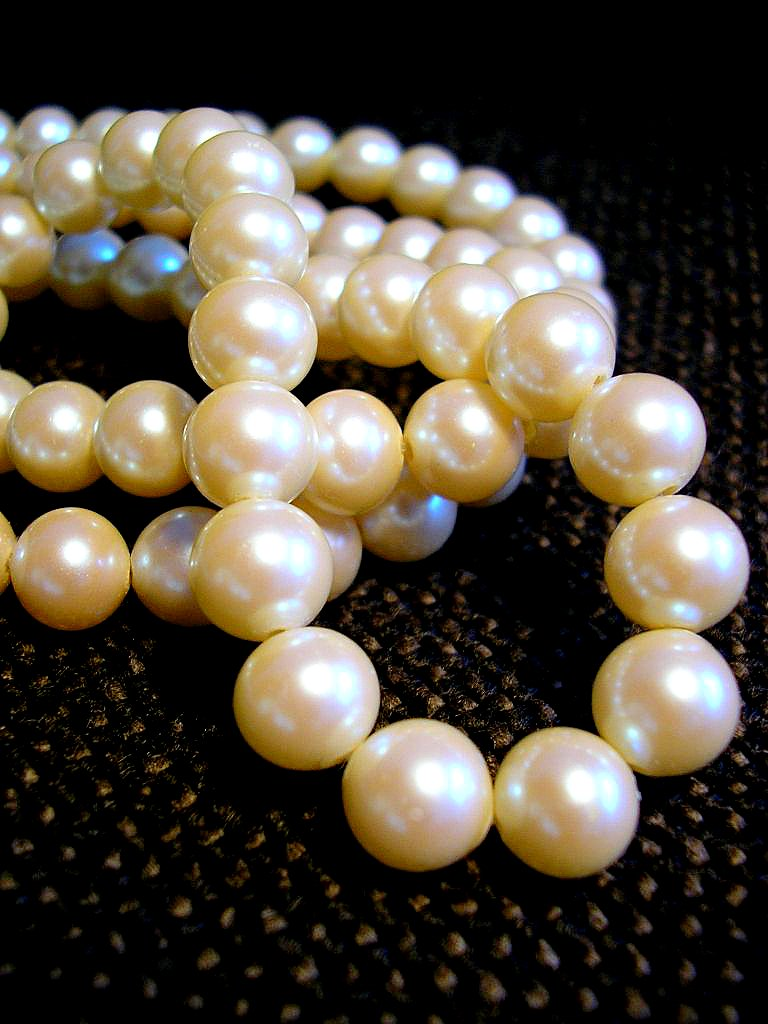
Pärlhalsband

Halsband är ett smycke att bäras runt halsen. Även smalt band av tyg, ibland med hänge.

## Historia
Sedan forntida civilisationer har halsbandet varit ett primärt smycke. De äldsta fynden sträcker sig 40 000 år tillbaka i tiden. Förhistoriska folk använde ofta naturliga material som fjädrar, ben, snäckor och växtmaterial för att skapa halsband. Bevis på tidig senpaleolitisk halsbandsframställning i södra och östra Afrika går tillbaka till 50 000 f.Kr.
Man kunde använda sig av senor och andra rester från djur eller till exempel snäckor, tänder eller ben. Det som gick att hitta i naturen.
När metaller började användas såg man snabbt potentialen i halsband och andra smycken. Även andra material som snöre och garn gjorde det möjligt att tillverka både mer hållbara och attraktiva smycken.
Nutidens människa har tillgång till en del metaller som inte tidigare kunnat användas. Framförallt handlar det om höga temperaturer som inte tidigare kunnat nås.